# Albert Fessler
Albert Fessler, auch bekannt als Alberto Fessler (* 11. März 1908 in Königsbach; † 30. März 1978 ebenda), war ein deutscher Maler und Kunstpädagoge. Er lebte in Deutschland, Venezuela und Spanien.

## Leben
Albert Fessler zog als Sechsjähriger nach Pforzheim, in die Heimatstadt seines Vaters Karl Franz Fessler. Dieser arbeitete als Emaillemaler in der eigenen Bijouteriefabrik an der Güterstraße. Auf Wunsch des Vaters erlernte Albert Fessler im Alter von 14 Jahren den Beruf des Stahlgraveurs. Daneben studierte er an der Goldschmiedeschule Pforzheim und der Kunstgewerbeschule Pforzheim.
Albert Fessler besuchte anschließend die private Malschule von Ludwig Wilhelm Plock in Karlsruhe. Dann studierte er an der Karlsruher Kunstakademie bei Hermann Goebel und Karl Dillinger sowie an der Kunstakademie München bei Peter Kallmann.
Ende der 1920er Jahre wohnte und arbeitete Fessler für kurze Zeit in der Grötzinger Malerkolonie zusammen mit den Künstlern Paul Rein, Karl Martin Graff, Friedrich Bach, Hugo Bickel und dem Künstlerehepaar Hans Winkler und Else Winkler-Dentz. 1931 war er für drei Monate in Paris, um im Louvre von den Alten Meistern zu lernen und durch Kopieren der Gemälde seine handwerklichen Fähigkeiten zu festigen. 1932 studierte Fessler an der Reial Acadèmia Catalana de Belles Arts de Sant Jordi in Barcelona. Dort begegnete er Salvador Dalí, mit dem er der gleichen Künstlervereinigung Circolo artistico angehörte. Die Bilder dieses Zeitabschnitts orientierten sich an den akademischen Vorbildern sowie an den Spätimpressionisten. Fessler verließ Spanien 1936 und übersiedelte nach München.
Anfang 1939 lebte und arbeitete Albert Fessler in Luzern in der Schweiz. Dort wohnte er an der Mariahilfgasse in einem kleinen Mansardenzimmer in bescheidenen Verhältnissen. Fessler lehrte von 1945 bis 1948 an der Münchner Kunstakademie. Einer seiner Studenten war der Kunstmaler und Grafiker Helmuth Volkwein (1920–2004).
1948 emigrierte Fessler nach Südamerika. Von 1954 bis 1956 war er Dozent an der Kunstakademie in Caracas, Venezuela. Danach kehrte er nach Deutschland zurück und lebte in Königsbach (Baden) sowie in Spanien. Fessler war befreundet mit der Pforzheimer Kunstmalerin und Fotografin Gertrude Offner (1921–2008), die er als junge Frau porträtierte. 1957 richtete sich Albert Fessler in Selva de Mar in einem alten Fischerhaus ein sonniges Atelier ein, in Nachbarschaft zur Cantina de Fiesta von Salvador Dali. Zwischen 1971 und 1974 lebte Albert Fessler mit seiner Familie ausschließlich dort. Viele seiner Ölgemälde zeigen Szenen aus der Gegend um Selva de Mar, insbesondere Cadaques. Eine in Cadaques erhöht am Meer entlang führende kleine Straße, ein dort befindlicher Torbogen und ein markanter Balkon zieren etliche seiner Bilder, teils alleine, teils in Kombination. Gesundheitliche Probleme veranlassten ihn 1974 zur Rückkehr nach Königsbach. In den letzten Jahren seines Lebens war Albert Fessler auch als Kunstpädagoge für Senioren tätig.

## Werk
Fesslers Werk umfasst neben Stillleben, Porträts und Landschaften auch Impressionen von ländlichen Häfen am Mittelmeer.
Er war von 1939 bis 1944 auf allen Großen Deutschen Kunstausstellung in München mit zwölf Tafelbildern vertreten, u. a. 1942 mit dem Nazi-kriegsverherrlichenden Ölgemälde Der Vormarsch. 1940 erwarb Hitler dort für 5000 RM Frau aus Madrid und die Reichsführung SS ein Stillleben.
1944 schuf Fessler eine Serie von Gemälden, die das brennende und zerstörte München zeigen, interpretiert als Terrorakte der Alliierten.
Seine Werke sind im Diözesanmuseum Freising ausgestellt, u. a. die Ruine des Liebfrauendoms (1944). Im Stadtmuseum München sind zu sehen der Münchner Hauptbahnhof (vor 1944); Inneres der Frauenkirche, der Odeonsplatz, das Armee-Museum, das Alte Rathaus, das Siegestor, Das brennende München mit Blick auf das Karlstor (alle Öl, alle nach der Zerstörung 1944).
Im Heeresgeschichtlichen Museum in Wien im Saal VII ist das Ölgemälde Motorisierte deutsche Truppen von Albert Fessler ausgestellt.

## Ausstellungen
- 2024: Pforzheim, Brasserie und Galerie im Kaufland sowie in der Galerie-Prag
- 2023: Pforzheim, Brasserie und Galerie im Kaufland
- 2019: Pforzheim, Brasserie und Galerie im Kaufland
- 2018: Pforzheim, Brasserie und Galerie im Kaufland
- 1988: Pforzheim-Brötzingen, Heimatmuseum Altes Pfarrhaus
- 1982: Pforzheim, Neues Rathaus Eingangshalle
- 1977: Caracas, Venezuela, Galeria de arte sans souci
- 1966: München, Galerie Schumacher
- 1961: Krefeld, Galerie Steinbach